# Alain de Benoist
Alain de Benoist (* 11. prosinca 1943.), francuski je intelektualac, vodeći član francuskog think tanka Groupement de recherche et d'études sur la culture européenne.

## Životopis
Alain de Benoist rođen je u francuskom mjestu Saint-Symphorien i studirao na Sorbonni pravo, filozofiju, sociologiju i povijest crkve.
Benoist izdaje dva časopisa: Nouvelle École (od 1968.) i Krisis (od 1988.). Njegovi članci pojavljuju se u mnogim listovima kao što je Mankind Quarterly, Scorpion, Tyr i Le Figaro.
Benoist se zalaže za razvoj otvorene rasprave i veću uključenost građana u vlast demokratskih država. Oni vjeruju u savez Europe i zajedničke interese kontinenta.
Politički utjecaj na Benoista su imali Antonio Gramsci, Ernst Jünger, Helmut Schelsky i Konrad Lorenz. On je između ostalog kritizirao globalizaciju, liberalizam i imigracije u Europi. Osim toga, smatra se vodećim misliocem etnopluralizma, mišljenja koje smatra da različiti narodi trebaju živjeti odvojeno i da bi se na taj način sačuvala svjetska etnička i kulturalna šarolikost. Njegovi kritičari, poput Thomasa Sheehana, smatraju međutim da je Benoist razvio novu granu neofašizma.
Odbija se identificirati kao desničar ili kao ljevičar.

## Djela prevedena na hrvatski jezik
- Komunizam i nacizam: 25 ogleda o totalitarizmu u XX. stoljeću : (1917. – 1989.), nakladnik Zlatko Hasanbegović, Zagreb, 2005., ISBN 953-99698-1-6
- Suočavanje s globalizacijom, članak u zborniku Treći program Hrvatskog radija, 1998., br. 53/54, str. 108-119
- Europska nova desnica: korijeni, ideje i mislioci, nakladnik Zlatko Hasanbegović, Zagreb, 2009., ISBN 978-953-99698-4-2

## Vanjske poveznice
- Clanak o de Benoistu (engl.)[neaktivna poveznica]
- Razgovori s de Benoistem (engl.)[neaktivna poveznica]